# Ibrahima Mbaye
Ibrahima Mbaye (Guédiawaye, 19 novembre 1994) è un calciatore senegalese, difensore del Team Altamura. Con la nazionale senegalese ha vinto la Coppa delle nazioni africane 2021.

## Biografia
Nato a Guédiawaye, vicino alla capitale senegalese Dakar, è arrivato in Italia con la sua famiglia nel 2011.
Nel 2015, è stato adottato come figlio dalla famiglia del suo procuratore, Beppe Accardi.

## Caratteristiche tecniche
Giocatore duttile, veloce e longilineo, nasce difensore centrale, per poi spostarsi sulla fascia, dove può essere impiegato come terzino, esterno (sia destro che sinistro) o ala.

## Carriera

### Club

#### Inter

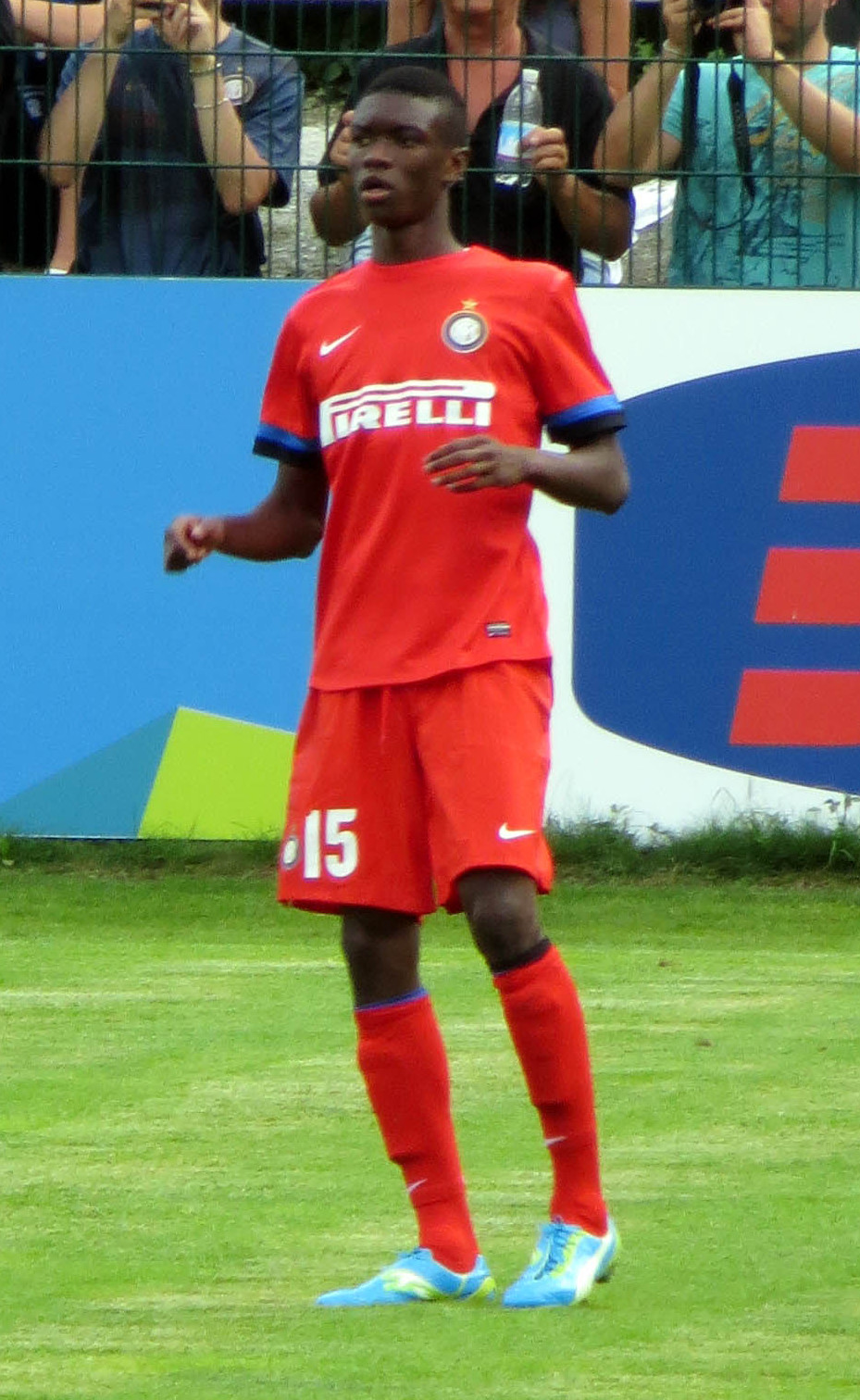
Mbaye nell'estate 2012

Cresciuto nella scuola calcio Étoile Lusitana, fondata da José Mourinho, Mbaye approda all'Inter nel gennaio 2011, alcuni mesi dopo aver compiuto 16 anni: gioca tra gli Allievi prima e con la Primavera poi. Nel 2012 conquista due trofei a livello giovanile: la NextGen Series a marzo (con Andrea Stramaccioni in panchina) e il campionato di categoria a giugno (con Daniele Bernazzani). Ad agosto dello stesso anno, fa il suo debutto in prima squadra giocando contro l'Hajduk Spalato in Europa League. Poche settimane dopo il compimento della maggiore età, firma un nuovo contratto con la società milanese.

#### Il prestito al Livorno
Nell'estate 2013, Mbaye passa al Livorno con la formula del prestito, facendo poi il suo esordio in Serie A il 25 agosto, nella gara contro la Roma.
Dopo 25 presenze e 2 gol segnati e con la retrocessione del club toscano, nell'estate del 2014 fa ritorno all'Inter.

#### Ritorno all'Inter
Terminato il prestito torna all'Inter e rinnova il suo contratto fino al 2017 a 600.000 euro a stagione più bonus. Fa il suo esordio con la maglia nerazzurra in Serie A alla seconda giornata di campionato, in occasione del match casalingo contro il Sassuolo (7-0), sostituendo Yūto Nagatomo. Il 23 ottobre 2014 fa il suo esordio da titolare in Europa League nel match casalingo contro il Saint-Étienne (0-0).
Complessivamente con la maglia dell'Inter ha messo insieme 9 presenze.

#### Il trasferimento al Bologna
Il 23 gennaio 2015 si trasferisce al Bologna in prestito per 500.000 euro con obbligo di riscatto fissato a 2.750.000 euro in caso di promozione, poi avvenuta, in Serie A; si lega ai felsinei con un contratto fino al 2019 e sceglie la maglia numero 7. Viene subito convocato per Entella-Bologna del giorno dopo e debutta in Serie B il 31 gennaio in Bologna-Pescara (0-0), subentrando a Luca Ceccarelli al 74º.
Il 9 giugno 2015 il Bologna vince i play-off di Serie B contro il Pescara con un doppio pareggio (0-0 all'Adriatico, 1-1 al Dall'Ara, match durante il quale viene espulso per doppia ammonizione).
In vista della promozione del Bologna in Serie A scatta automaticamente l'obbligo di riscatto precedentemente concordato tra le società.
Il 1º settembre 2022, Mbaye risolve consensualmente il proprio contratto con il Bologna, lasciando così il club felsineo dopo sette anni.

#### Cluj
Il 16 settembre 2022, Mbaye si unisce ufficialmente al CFR Cluj, squadra della massima serie romena, con cui firma un contratto annuale.
Tuttavia, a partire dal novembre seguente, il giocatore accusa la società di violazioni contrattuali, non essendo mai stato registrato ufficialmente dal club, e non potendo così disputare alcuna competizione ufficiale.

#### Team Altamura
Dopo aver trascorso un anno e mezzo da svincolato, il 25 luglio 2025 Mbaye viene ingaggiato dal Team Altamura, in Serie C, con cui firma un contratto annuale.

## Statistiche

### Presenze e reti nei club
Statistiche aggiornate al 25 aprile 2022.
| Stagione        | Squadra         | Campionato      | Campionato | Campionato | Coppe nazionali | Coppe nazionali | Coppe nazionali | Coppe continentali | Coppe continentali | Coppe continentali | Altre coppe | Altre coppe | Altre coppe | Totale | Totale |
| Stagione        | Squadra         | Comp            | Pres       | Reti       | Comp            | Pres            | Reti            | Comp               | Pres               | Reti               | Comp        | Pres        | Reti        | Pres   | Reti   |
| --------------- | --------------- | --------------- | ---------- | ---------- | --------------- | --------------- | --------------- | ------------------ | ------------------ | ------------------ | ----------- | ----------- | ----------- | ------ | ------ |
| 2012-2013       | Inter           | A               | 0          | 0          | CI              | 0               | 0               | UEL                | 2                  | 0                  | -           | -           | -           | 2      | 0      |
| 2013-2014       | Livorno         | A               | 25         | 2          | CI              | 0               | 0               | -                  | -                  | -                  | -           | -           | -           | 25     | 2      |
| 2014-gen. 2015  | Inter           | A               | 4          | 0          | CI              | 0               | 0               | UEL                | 3                  | 0                  | -           | -           | -           | 7      | 0      |
| Totale Inter    | Totale Inter    | Totale Inter    | 4          | 0          |                 | 0               | 0               |                    | 5                  | 0                  |             | -           | -           | 9      | 0      |
| gen.-giu. 2015  | Bologna         | B               | 8+3        | 1+0        | -               | -               | -               | -                  | -                  | -                  | -           | -           | -           | 11     | 1      |
| 2015-2016       | Bologna         | A               | 15         | 0          | CI              | 1               | 0               | -                  | -                  | -                  | -           | -           | -           | 16     | 0      |
| 2016-2017       | Bologna         | A               | 16         | 0          | CI              | 1               | 0               | -                  | -                  | -                  | -           | -           | -           | 17     | 0      |
| 2017-2018       | Bologna         | A               | 25         | 1          | CI              | 0               | 0               | -                  | -                  | -                  | -           | -           | -           | 25     | 1      |
| 2018-2019       | Bologna         | A               | 23         | 2          | CI              | 2               | 0               | -                  | -                  | -                  | -           | -           | -           | 25     | 2      |
| 2019-2020       | Bologna         | A               | 20         | 0          | CI              | 1               | 0               | -                  | -                  | -                  | -           | -           | -           | 21     | 0      |
| 2020-2021       | Bologna         | A               | 8          | 1          | CI              | 1               | 0               | -                  | -                  | -                  | -           | -           | -           | 9      | 1      |
| 2021-2022       | Bologna         | A               | 6          | 0          | CI              | 1               | 0               | -                  | -                  | -                  | -           | -           | -           | 7      | 0      |
| Totale Bologna  | Totale Bologna  | Totale Bologna  | 121 + 3    | 5          |                 | 7               | 0               |                    | -                  | -                  |             | -           | -           | 131    | 5      |
| 2022-2023       | CFR Cluj        | LI              | 0          | 0          | CR              | 0               | 0               | -                  | -                  | -                  | SR          | -           | -           | 0      | 0      |
| Totale carriera | Totale carriera | Totale carriera | 153        | 7          |                 | 7               | 0               |                    | 5                  | 0                  |             | -           | -           | 165    | 7      |

### Cronologia presenze e reti in nazionale
| Cronologia completa delle presenze e delle reti in nazionale ― Senegal | Cronologia completa delle presenze e delle reti in nazionale ― Senegal | Cronologia completa delle presenze e delle reti in nazionale ― Senegal | Cronologia completa delle presenze e delle reti in nazionale ― Senegal | Cronologia completa delle presenze e delle reti in nazionale ― Senegal | Cronologia completa delle presenze e delle reti in nazionale ― Senegal | Cronologia completa delle presenze e delle reti in nazionale ― Senegal | Cronologia completa delle presenze e delle reti in nazionale ― Senegal |
| Data                                                                   | Città                                                                  | In casa                                                                | Risultato                                                              | Ospiti                                                                 | Competizione                                                           | Reti                                                                   | Note                                                                   |
| ---------------------------------------------------------------------- | ---------------------------------------------------------------------- | ---------------------------------------------------------------------- | ---------------------------------------------------------------------- | ---------------------------------------------------------------------- | ---------------------------------------------------------------------- | ---------------------------------------------------------------------- | ---------------------------------------------------------------------- |
| 28-5-2016                                                              | Kigali                                                                 | Ruanda                                                                 | 0 – 2                                                                  | Senegal                                                                | Amichevole                                                             | -                                                                      |                                                                        |
| 16-10-2018                                                             | Khartoum                                                               | Sudan                                                                  | 0 – 1                                                                  | Senegal                                                                | Qual. Coppa d'Africa 2019                                              | -                                                                      | 39’                                                                    |
| 17-11-2018                                                             | Bata                                                                   | Guinea Equatoriale                                                     | 0 – 1                                                                  | Senegal                                                                | Qual. Coppa d'Africa 2019                                              | -                                                                      |                                                                        |
| 1-9-2021                                                               | Thiès                                                                  | Senegal                                                                | 2 – 0                                                                  | Togo                                                                   | Qual. Mondiali 2022                                                    | -                                                                      | 73’                                                                    |
| 7-9-2021                                                               | Brazzaville                                                            | Rep. del Congo                                                         | 1 – 3                                                                  | Senegal                                                                | Qual. Mondiali 2022                                                    | -                                                                      | 45’ 90+2’                                                              |
| 10-1-2022                                                              | Bafoussam                                                              | Senegal                                                                | 1 – 0                                                                  | Zimbabwe                                                               | Coppa d'Africa 2021 - 1º turno                                         | -                                                                      |                                                                        |
| 14-1-2022                                                              | Bafoussam                                                              | Senegal                                                                | 0 – 0                                                                  | Guinea                                                                 | Coppa d'Africa 2021 - 1º turno                                         | -                                                                      |                                                                        |
| 25-1-2022                                                              | Bafoussam                                                              | Senegal                                                                | 2 – 0                                                                  | Capo Verde                                                             | Coppa d'Africa 2021 - Ottavi di finale                                 | -                                                                      | 90+5’                                                                  |
| Totale                                                                 |                                                                        | Presenze                                                               | 8                                                                      |                                                                        | Reti                                                                   | 0                                                                      |                                                                        |

## Palmarès

### Club

#### Competizioni giovanili
- Campionato Primavera: 1

Inter: 2011-2012
- NextGen Series: 1

Inter: 2011-2012

### Nazionale
- Coppa d'Africa: 1

Camerun 2021